# Симеон I Константинополски
 Тази статия е за патриарха.  За българския цар вижте Симеон I.  
Симеон I Трапезундец (на гръцки: Συμεών Α΄ o Τραπεζούντιος; на английски: Symeon I of Trebizond е три пъти Вселенски патриарх през 1466 г., от 1471 до 1475 г. и от 1482 до 1486 г. През 1484 г. той ръководи Константинополския събор от 1484 г. на Православната църква, на който се разглежда унията на Фераро-Флорентинския събор между Католическата и Православната църква.
Симеон е роден между 1400 и 1420 г. в благородническа фамилия в Трапезундската империя в област Понт, когато Константинопол е под властта на Османската империя.